# V.I.P. vraždy
V.I.P. vraždy je český kriminální televizní seriál z produkce televize Prima, který vznikl na základě amerického seriálu Castle na zabití. Seriál se poprvé objeví na obrazovkách 7. února 2016. V hlavních rolích se objevují např. Soňa Norisová, Patrik Děrgel, Jiří Dvořák, Jan Révai, Miroslav Vladyka nebo Jana Stryková a další.
V roce 2015 bylo zveřejněno, že se natáčí nový seriál. Natáčení seriálu probíhalo od května 2015.

## O seriálu
Seriál vypráví o policejním týmu z V.I.P. vraždy, jenž vyšetřuje policejní případy. V seriálu poznáváme Prahu i z její temné stránky. Kriminálka připomíná realitu a je blízká skutečné policejní praxi. 

## Obsazení a postavy
| Soňa Norisová    | Mgr. Klaudie Wolfová       | úspěšná a známá spisovatelka oblíbených krimi románů, psycholožka | hlavní          |
| Patrik Děrgel    | kpt. Tomáš Beran           | kriminalista                                                      | hlavní          |
| Jiří Dvořák      | mjr. JUDr. Jan Sochor      | Šéf mordparty                                                     | hlavní          |
| Jan Révai        | kpt. Ivan Janda            | kriminalista                                                      | hlavní          |
| Miroslav Vladyka | kpt. Čenda Čapek           | kriminalista                                                      | hlavní          |
| Jiří Hána        | kpt. Ludvík Zvěřina        | Kriminalistický technik                                           | hlavní          |
| Jana Stryková    | kpt. Viki Hrubešová        | Kriminalistický technik                                           | hlavní          |
| Roman Zach       | Erik Zikmund               | Exmanžel a pak přítel Klaudie                                     |                 |
| Martin Myšička   | MUDr. Karel Štovíček       | soudní lékař                                                      | hlavní          |
| Milan Kňažko     | prof. MUDr. Hofman         | policejní psycholog                                               | hlavní          |
| Pavel Kožíšek    | kouzelník                  |                                                                   | Does not appear |
| Jan Komínek      | Syn kouzelníka             |                                                                   |                 |
| Karel Voříšek    | Sám sebe                   |                                                                   |                 |
| Petr Vondráček   | Instruktor                 |                                                                   |                 |
| Martin Písařík   | Jakub Himl                 |                                                                   |                 |
| Dana Morávková   | mjr. Mgr. Irena Drexlerová |                                                                   |                 |
| Jan Hraběta      | Důchodce                   |                                                                   |                 |
| Iva Kubelková    |                            |                                                                   |                 |
| Karel Voříšek    | Kmotr knihy                |                                                                   |                 |
| Jakub Kohák      | hrabě Božetěch Leskovec    |                                                                   |                 |

## Řady a díly
| Řada | Díly | Premiéra        | Premiéra        |
| Řada | Díly | První díl       | Poslední díl    |
| ---- | ---- | --------------- | --------------- |
| 1    | 15   | 7. února 2016   | 15. května 2016 |
| 2    | 12   | 31. března 2018 | 23. června 2018 |